# Charles Alderson Janeway
Ne pas confondre avec son fils Charles Janeway
Pour les articles homonymes, voir Janeway.
Charles Alderson Janeway, né en 1909 à New York et mort en 1981 à Weston, Massachusetts, est un pédiatre américain, professeur de médecine et chercheur clinicien.

## Biographie
Janeway est diplômé de la Milton Academy de Milton, Massachusetts. Il est diplômé de l'Université de Yale en 1930, où il est membre de Skull and Bones. Il est également diplômé de l'École de médecine de l'Université Johns Hopkins. Il épouse Elizabeth Bradley, une assistante sociale, en 1932. Le couple a quatre enfants : Anne, Elizabeth, Charles et Barbara.
Janeway est médecin en chef de 1946 à 1976 au Children's Hospital de Boston. En tant que chercheur clinicien, il découvre la première maladie d'immunodéficience.
Charles A. Janeway meurt à son domicile de Weston dans le Massachusetts, en 1981.